# Happoradio
Happoradio (in finlandese "Radio acida") è una band rock finlandese formatasi ufficialmente nel 2001.
Nel settembre del 2002 pubblicarono il loro primo singolo intitolato Pahoille teille e successivamente, nel gennaio del 2003, Sinä. Raggiunsero il loro primo vero successo grazie al brano Pois kalliosta nel 2003.

## Membri

### Attuali
- Aki Tykki - voce, chitarra, testi, tastiere
- Mika "AH" Haapasalo - chitarra, cori (2003 - attuale)
- Jatu Motti - basso
- Markku DeFrost - batteria

### Passato
- Miki Pii - chitarra (2001 - 2003)

## Discografia
- 2003 - Asemalla
- 2004 - Pienet ja keskisuuret elämät
- 2006 - Vuosipäivä
- 2008 - Kaunis minä
- 2010 - Puolimieli
- 2014 - Elefantti